# Hendrik de Vries

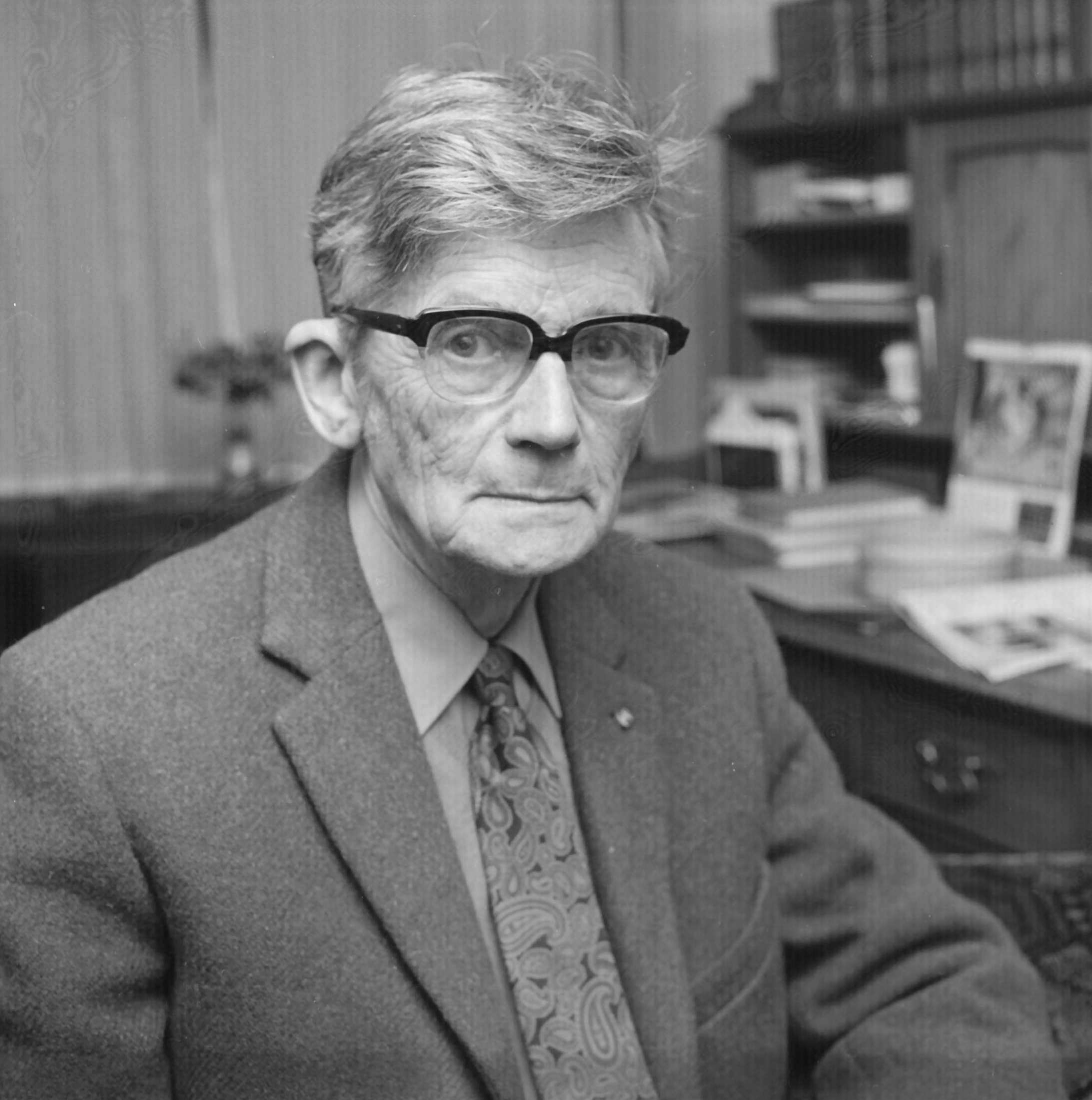
Hendrik de Vries, 1976

Hendrik de Vries (Groninga, 17 de agosto de 1896 - Haren, 18 de noviembre de 1989), escritor, pintor e hispanista holandés del expresionismo.

## Biografía

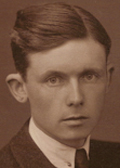
Hendrik de Vries (ca. 1923)

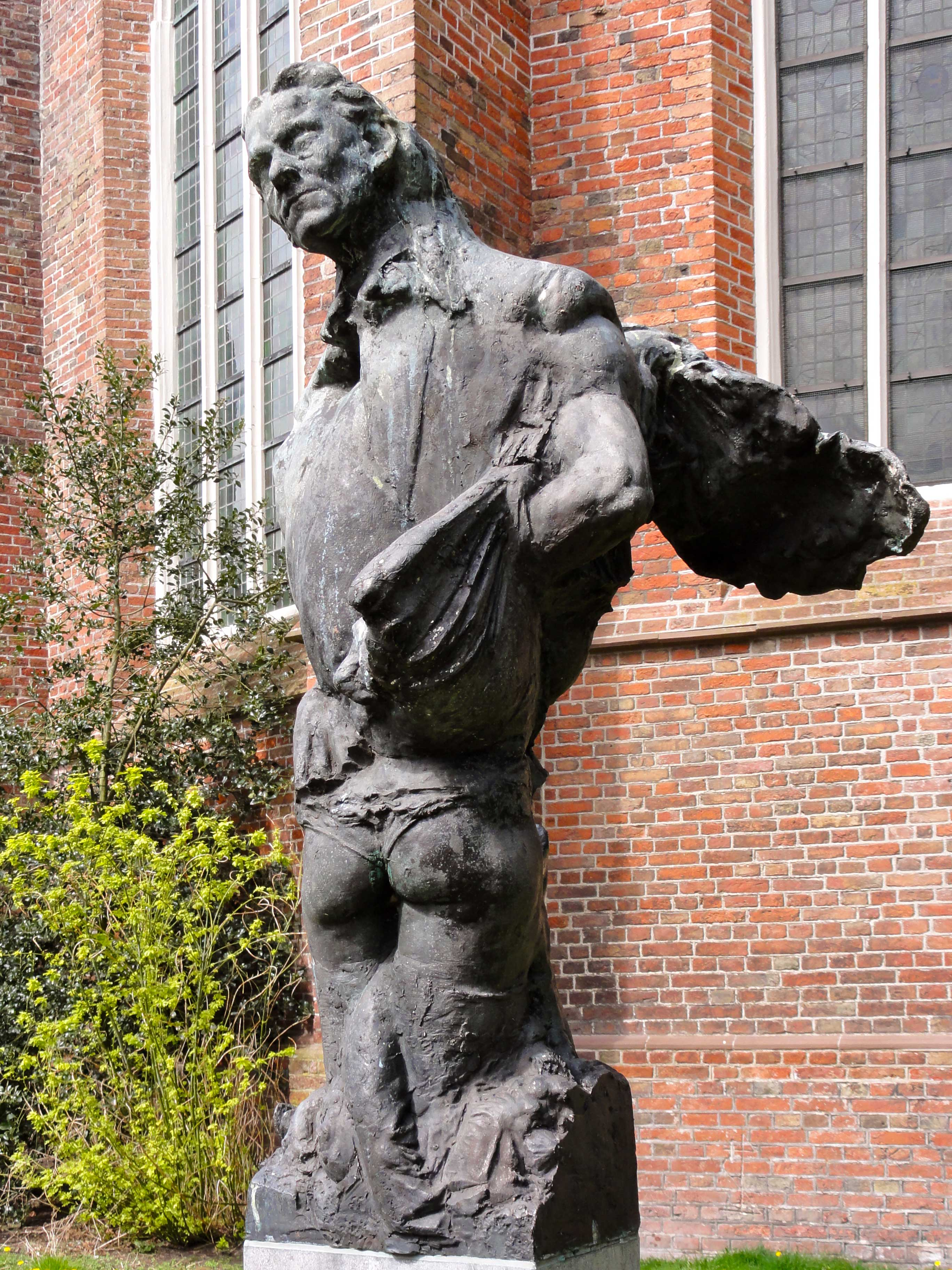
Estatua de Hendrik de Vries (obra de Norman Burkett) situada junto a la Martinikerk de Groninga

Su padre, un famoso políglota filólogo, le educó con extrema severidad en el calvinismo; tratando de escapar de ese asfixiante mundo, el joven poeta abandonó el colegio y trabajó de funcionario en el archivo de Groninga; aprendió español para contrariar a su padre, furibundo antiespañolista que no quiso aprender esa lengua por ser la de los odiados adversarios católicos de la guerra de Flandes. Visitó España continuamente en las escasas semanas de vacaciones que se le brindaban y en su poemario lberia (1964) cuenta ya la misteriosa fascinación que ejercían las cosas hispanas sobre él desde niño.
Sentados en los banquillos / menester fue odiar España / por su mala conducta de siglos. / Yo la quise con calurosa deferencia. / Vivía día tras día, burlado / preferiblemente solo, / y mira: entre tantas naciones y banderas / la más bella fue la española (...). / Siempre quedé fiel, lleno de orgullo, / al alegre rojo gualdo rojo.
España se le iba presentando como arquetipo de todo lo que echaba tanto en falta en Holanda: pasión, los contrastes de luz y sombra frente a la gris monotonía de la vida holandesa. Hizo entre 1924 y 1936 no menos de doce viajes a España, visitando todos sus rincones. En lberia y en Novela de la vida testimonia esos viajes, durante los cuales compró discos, libros y todo tipo de material referente a la música, la poesía y la literatura popular españolas; atesoró asimismo apuntes y transcripciones de coplas, hojillas volantes, pliegos de cordel, cartas, fotos y dibujos. Pero la Guerra Civil puso punto final a esta relación, y De Vries no quiso volver durante la dictadura de Franco. Tradujo a algunos de sus escritores preferidos: Lope de Vega, Pedro Calderón de la Barca, José de Espronceda, José Echegaray, Unamuno, Machado, Federico García Lorca, aunque prefirió siempre la lírica popular, de la cual publicó cuatro libros de coplas en un metro en lo posible atenido al original.

## Obra
Contemporáneo de la Generación del 27, la obra entera de De Vries está presidida por el vigor inmenso de una vida que rompe todas sus limitaciones; en una primera fase de su obra se mostró como un importante poeta del expresionismo, tomando la forma del poeta romántico holandés Bilderdijk y la de los grandes escritores del siglo de oro holandés, el XVII, mientras que el contenido se desborda de sueños, mitos, pesadillas, visiones, noches oscuras, representaciones diabólicas y otras manifestaciones de la vida psicológica del subconsciente, que el poeta complementa a sabiendas mediante el estudio del folclore, las leyendas y supersticiones populares y la mitología. Se inspira en la literatura neerlandesa, alemana e inglesa (el mundo brumoso de Edgar Allan Poe) con un romanticismo visionario, impetuoso, barroco y expresionista que le acerca a la estética de un Goya o un Valle-Inclán. La obra posterior del vate holandés es algo más sobria y sencilla, lo que la crítica atribuyó al influjo decisivo en esta segunda etapa de la lírica popular española.
En 1973 se le concedió el P.C. Hooftprijs (Premio P.C. Hooft), la distinción literaria más prestigiosa del ámbito lingüístico neerlandés.
Su poesía completa y las colecciones de coplas se publicaron con el título Verzamelde gedichten, Ámsterdam, 1993; también incorpora una traducción al neerlandés de los ''Cantos extraviados del español groninguense Enrique de Vries, Zaandijk, 1971, a cargo de Hub. Hermans y Ard Posthuma.

## Bibliografía

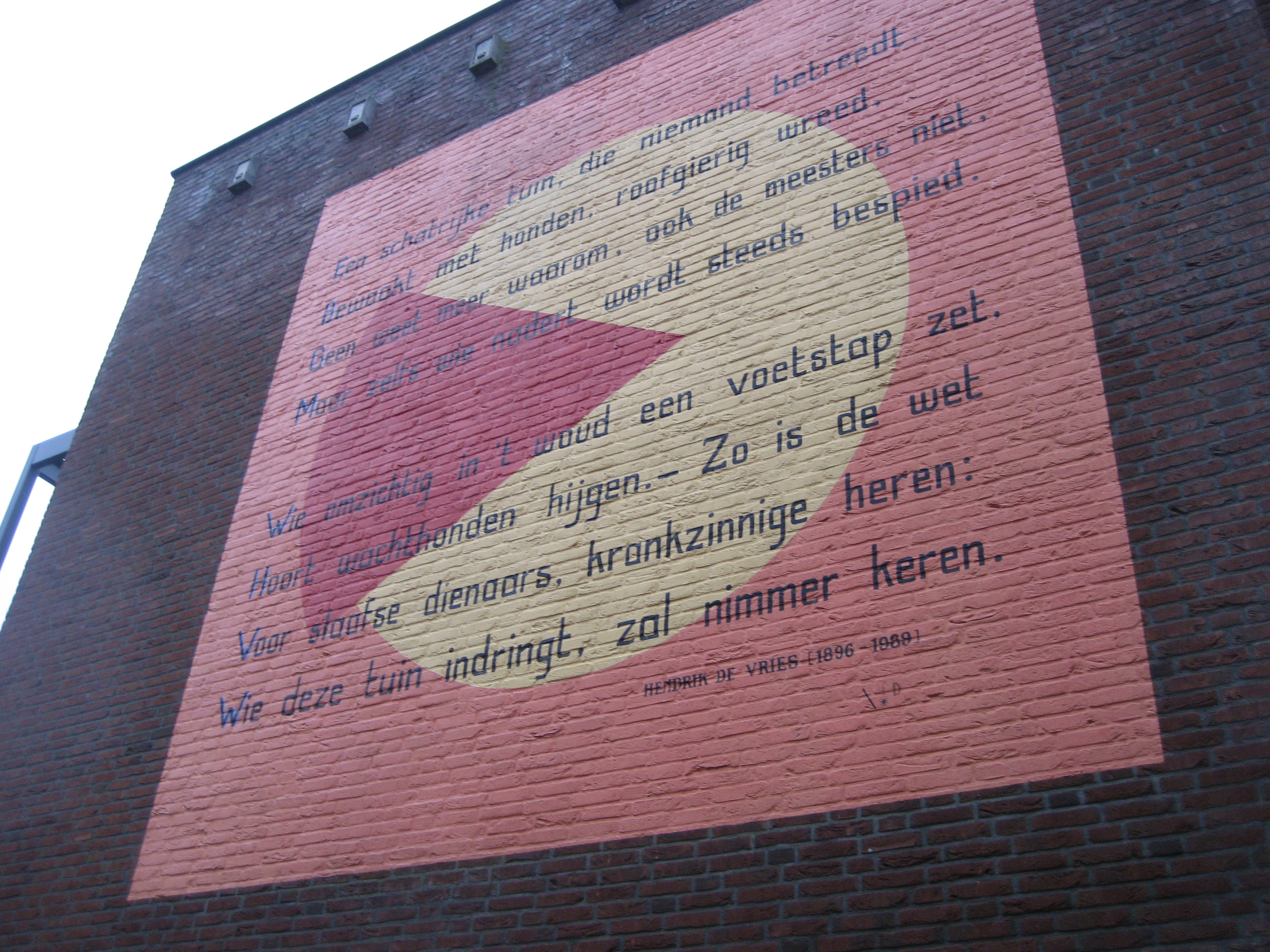
Poema de Hendrik de Vries en Leiden